# Приключение — это приключение
«Приключение есть приключение» — французский кинофильм режиссёра Клода Лелуша, вышедший в 1972 году.

## Сюжет
Для преступников всех мастей наступила тяжёлая жизнь — у них практически нет доходов. В банках нет наличных денег, добропорядочные обыватели изо всех сил сопротивляются отъёму у них честно заработанных средств и даже проститутки не нуждаются в клиентах, а значит и в покровительстве со стороны мафиозных структур. В связи с этим пять главных «авторитетов» Франции проводят сходку, на которой решают сменить профиль деятельности. Они намереваются заняться более доходным делом — политикой. Однако непривычное занятие втягивает их в новые неприятности…
Один из лозунгов фильма: «Политика — это шоу-бизнес»

## В ролях
- Лино Вентура — Лино Массаро
- Жак Брель — Жак
- Шарль Деннер — Симон Дюрок
- Джонни Холлидей — самого себя
- Шарль Жерар — Шарло
- Альдо Маччоне — Альдо
- Сильвен Жубер
- Катрин Аллегре

## Съёмочная группа
- Режиссёр:    Клод Лелуш
- Продюсеры:   Жорж Дансижер, Александр Мнушкин
- Сценаристы:  Клод Лелуш, Пьер Юйттерхувен
- Композиторы: Франсис Лэй, Хосе Падилья
- Оператор:    Жан Колломб